# 高等国家ディプロマ
高等国家ディプロマ（こうとうこっかディブロマ、Higher National Diploma, HND） とは、イギリスにおける高等教育レベル認定である。これと同名の認定が、フィンランド、インド、マルタ島、ニジェール、その他イギリス関連国に存在する。この認定は、その者が大学入学相当の上級レベルにあり、かつ3年制大学の2年目までを修了したレベルであるとみなされる。
イングランド、ウェールズ、北アイルランドでは資格単位フレームワーク（QCF）レベル5、スコットランドではスコットランド資格単位フレームワークにてレベル8に該当する。
イングランド、ウェールズ、北アイルランドにおいては、HNDは複数の政府機関から授与され、The Confederation of Tourism and Hospitality (CTH上級ディプロマ)、 Scottish Qualifications Authority (SQA)、商業技術教育委員会（BTEC,職業教育）などが挙げられる。スコットランドではHigher NationalとしてScottish Qualifications Authority(SQA)から授与される。